# 岡田忠彦
岡田 忠彦（おかだ ただひこ、1878年〈明治11年〉3月21日 - 1958年〈昭和33年〉10月30日）は、日本の内務官僚、政治家。埼玉県（官選第17代）、長野県（官選第14代）、熊本県知事（官選第16代）、内務省警保局長、衆議院議員（8期）、厚生大臣（第11代）、衆議院議長（第35代）。

## 来歴・人物
岡山県、のちの岡山市小橋町（現中区小橋町）出身。岡田吟平、多嘉恵の長男として生まれた。岡山中学校、第一高等学校を経て、1903年東京帝国大学法科大学政治学科を卒業。

### 官僚時代
官界に入り逓信省鉄道書記となる。1903年（明治36年）11月、第10回文官高等試験行政科合格。
内務省に移り1906年静岡県事務官、1915年東京府内務部長、1916年埼玉県知事、1921年長野県知事、1922年熊本県知事。その間、奈良県警察部長・山口県警察部長・熊本県警察部長・警保局警務部長・長崎県内務部長なども歴任。1923年内務省警保局長に就任するが、虎の門事件で引責辞職。1924年に東京市高級助役となるが退官する。

### 政治家時代
同年の第15回衆議院議員総選挙に無所属で出馬し初当選、以降通算8回衆議院議員総選挙に当選した。当選後は中正倶楽部に所属したが1925年に中正倶楽部右派と革新倶楽部右派が立憲政友会に合同したのに伴い政友会に入党。岡田と同時に政友会に入党した犬養毅直系の政治家となった。1927年政友会の総務に就任。犬養が五・一五事件によって暗殺されると久原房之助と行動をともにするようになり、久原同様親軍派の政治家となった。
1936年衆議院副議長に就任、1939年の政友会分裂に際しては久原や鳩山一郎らとともに正統派に所属し、正統派の幹事長に就任した。政友会正統派内は鳩山・三土忠造・安藤正純らいわゆる鳩山系の議員が多かったが岡田は西村茂生・津雲国利・肥田琢司・東条貞・松浦伊平らとともに久原系の議員とみなされた。政党解消後は翼賛議員同盟に所属、1942年の第21回衆議院議員総選挙には翼賛政治体制協議会の推薦候補として立候補し当選している。当選後の5月25日に第35代衆議院議長に就任し、帝国議会の戦時協力体制化を果たした。また翼賛政治会・大日本政治会に所属し、終戦を取り決めた鈴木貫太郎内閣では日政会を代表して厚生大臣に就任した。
終戦後は旧政友会正統派の大半を占める鳩山系の議員が結党に参加した日本自由党にも、大日本政治会を母胎としながらも政友会正統派の議員が鳩山系・久原系ともに殆ど結党に参加しなかった日本進歩党にも参加せず、西村・津雲・肥田・東条・松浦ら旧政友会正統派内の他の久原系の議員とともに院内会派・無所属倶楽部の結成に参加した。だが翼賛選挙で推薦候補だったため公職追放された。
追放解除後の1952年、日本再建連盟の顧問に名を連ねたが、間もなく同連盟を離れ同年の総選挙で自由党の公認で立候補し当選、政界に復帰した。だが翌1953年総選挙で落選し政界から引退。
1958年10月30日死去、80歳。死没日をもって勲一等旭日大綬章追贈、正三位から従二位に叙される。墓所は多磨霊園15区1種1側にあったが、無縁墳墓に指定され、撤去された。

## 親族
岡山藩一門池田伊賀守元家臣の岡田吟平の長男。
長男は岡田武彦。
弟の岡田包義も内務官僚で北海道庁長官・北海道開発庁事務次官を経て、兄・忠彦の政界引退後に後継者として1955年の総選挙に自由党公認で出馬したが落選、その後北海道東北開発公庫理事から副総裁を歴任した。
建築家の岡田新一は甥、詩人・美術評論家の岡田隆彦は孫にあたる。
宗教は黒住教。

## 栄典
- 1945年（昭和20年）5月17日 - 勲一等瑞宝章[8]
- 1958年（昭和33年）10月30日 - 従二位、勲一等旭日大綬章

## 著書
- 『南支那の一瞥』警眼社　1916
- 『旋風裡の欧米』関谷書店　1936

## 伝記
- 徳永武 著 『岡田忠彦論』 政治時論社、1929年